# Main-Wanderweg

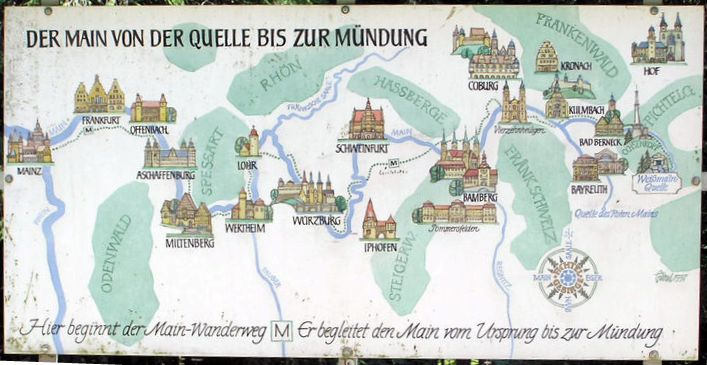
Streckenverlauf des Main-Wanderweges.

Der Main-Wanderweg führt auf 490 km von der Quelle des Weißen Mains auf dem Ochsenkopf im Fichtelgebirge bis zur Mainmündung bei
Mainz. Der Weg wurde 1972 eröffnet und führt durch landschaftlich reizvolle Wandergebiete wie das Fichtelgebirge, die Fränkische Schweiz, die Haßberge, den Steigerwald, den Spessart und den Odenwald.
Der Main-Wanderweg wurde am 6. Mai 1972 an der Quelle des Weißen Mains im Fichtelgebirge eingeweiht.
Gekennzeichnet ist der Fernwanderweg durch ein blaues „M“ auf weißem Grund.
Auf Teilstrecken ist die Wegführung identisch mit anderen Wegen, die neueren Datums sind, z. B. dem Fränkischen Marienweg (Raum Würzburg und Karlstadt) oder dem Fränkischen Rotweinweg (Raum Klingenberg).

## Streckenverlauf
Ochsenkopf – Bischofsgrün – Bad Berneck – Kulmbach – Altenkunstadt – Vierzehnheiligen – Bad Staffelstein – Banz – Bamberg – Eltmann – Gerolzhofen – Volkach – Kitzingen – Würzburg – Retzbach – Karlstadt – Lohr am Main – Marktheidenfeld – Wertheim – Miltenberg – Obernburg – Aschaffenburg – Seligenstadt – Frankfurt – Mainz-Kostheim